# Sinuciderea în masă din Jonestown
Conducătorul Templului Popoarelor, Jim Jones, la 18 noiembrie 1978, a îndemnat sute dintre adepții săi să comită o sinucidere în masă, în comuna lor agricolă dintr-o regiune de lângă nord-vestul Guyanei. Acei câțiva membri care au refuzat să mănânce din fructele otrăvite cu cianură menite să producă sinuciderea în masă, au fost forțați să o facă fie prin amenințări cu arma sau prin faptul că au fost împușcați atunci când au vrut să fugă. Numărul victimelor a fost de 909, printre care se numărau și 276 de copii.
Jim Jones era un carismatic enoriaș care a fondat "Templul Popoarelor", o sectă creștină, din anii 1950, în Indianapolis. El propovăduia împotriva rasismului, și ideile sale au atras majoritatea cetățenilor afro-americani.
În anul 1965, el a mutat grupul în nordul Californiei, stabilindu-l în Ukiah și după 1971 în San Francisco. În anii '70, biserica sa a fost acuzată de presă de fraudă financiară, abuz pshihic asupra membrilor și violență asupra copiilor. Ca răspuns pentru critica adusă, Jones și-a condus câteva sute de adepți în nordul Americii de Sud în 1977 și a fondat o regiune agricolă utopică pe care a numit-o Jonestown, și care se afla în jungla Guyanei.
Un an mai târziu, un grup de foști adepți l-au convins pe congresmanul Leo Ryan, un democrat din California, să călătorească în Jonestown și să investigheze comuna.
La data de 17 noiembrie 1978, Ryan a ajuns în Jonestown, împreună cu un grup de jurnaliști și alți observatori. La început, vizita a decurs bine, dar a doua zi, pe când grupul lui Ryan se pregatea să plece, câțiva membri ai Templului Păcii le-au cerut membrilor grupului de observatori să îi ajute să părăsească Guyana.
Jones s-a simțit în primejdie datorită cererilor membrilor Templului și unul dintre locotenenții lui Jones l-a atacat pe Ryan cu un cuțit. Ryan a scăpat nevătămat în urma incidentului, dar Jones a ordonat adepților săi să îi urmărească și să-i omoare pe Ryan și pe jurnaliști pe aerodrom, chiar în momentul în care aceștia se pregateau să plece. Congresman-ul și alți patru membri au fost uciși în timp ce încercau să se urce la bordul avionului.
În Jonestown, Jones și-a îndemnat adepții la o sinucidere în masă spre a purifica orașul. Odată cu propovăduirea lui Jones a "frumuseții morții", sute au băut o cianură letală și băuturi Flavor Aid. Cei care au încercat să scape au fost urmăriți și împușcați de locotenenții lui Jones. Jones a murit din cauza unei răni provocate de un glonț în cap, pe care și-l trăsese probabil singur. Trupele Guyanei, alertate de un adept care scăpase, au ajuns în Jonestown în aceeași zi.
Numai o duzină de adepți au supraviețuit, ei ascunzându-se în junglă. Majoritatea celor 909 morți stăteau întinși unul lângă celălalt în aceeași poziție în care Jones le propovăduise pentru ultima dată.